# بوفالو (ایندیانا)
بوفالو (به انگلیسی: Buffalo) یک منطقهٔ مسکونی در ایالات متحده آمریکا است که در شهرستان وایت، ایندیانا واقع شده‌است. بوفالو ۶٫۶ کیلومتر مربع مساحت و ۶۹۲ نفر جمعیت دارد و ۲۰۳ متر بالاتر از سطح دریا واقع شده‌است.